# آزمون‌های مرگ

طرح روی جلد نسخه آمریکایی

آزمون‌های مرگ  داستانی نوشته دارن شان به ترجمه سوده کریمی از سری قصه‌های سرزمین اشباح (پنجمین جلد)

## کتاب قبلی و کتاب بعدی
کوهستان شبح|آزمون‌های مرگ|شاهزاده اشباح

## رده‌بندی
رمان تخیلی نوجوانانه، کمی ترسناک

## مشخصات نسخه فارسی
در ۲۰۳ صفحه توسط انتشارات قدیانی (کتاب‌های بنفشه) چاپ و منتشر شده‌است.

## داستان
در سری قبل دارن شان برای اثبات شجاعت خود به شاهزاده‌های اشباح تصمیم گرفت که در آزمون‌های مرگ شرکت کنه و مربی دارن یعنی لارتن کرپسلی هم این آزمون‌ها رو پذیرفت اما چیزیکه دارن خبر نداشت و بعداً متوجه شد این بود که اگر در این آزمون‌ها شکست بخوره اعدام خواهد شد.وینز بلین به لارتن پیشنهاد داد که مربی دارن در امتحانات باشه و لارتن هم قبول کرد. به دارن گفته بودند که بیش از ۶۰ آزمون وجود داره اما امکان برگزاری بعضی از آزمون‌ها دیگه وجود نداره و بعضی از آزمون‌ها هم بخاطر قد کوتاه دارن امکان‌پذیر نیست و در کل ۱۷ آزمون باقی موند که دارن باید در ۵ تای آن‌ها شرکت می‌کرد. با کمک سبا نایل دومین شبح مسن اشباح یک قانون قدیمی رو پیدا کرد که بین هر آزمون یک روز فرصت استراحت برای و تمرین برای دارن پیدا کرد. به هر حال دارن برای قرعه کشیدن به کوهستان اشباح احضار شد. دارن از توی کیسه گوی‌ها یک قرعه کشید و از توی آن قرعه هزار توی آبی در اومد. دارن از وینز پرسید که چقدر سخته و وینز پرسید بستگی به این داره که شنا بلدی یا نه. دارن گفت بلدم و وینز هم گفت که پس خوبه و میتونست بدتر از این باشه. دارن و وینز به تالار تمرینات رفتند و تمرینات خود رو شروع کردند. در این مرحله باید در تالاری وارد می‌شد که پس از ورود او شروع به پر شدن از آب می‌شد. دارن باید در خروج رو پیدا می‌کرد در حالیکه یک سنگ سنگین هم به پای دارن بسته شده بود. پس از ۱۵ دقیقه تالار پر آب می‌شد. برای هر آزمون یکی از شاهزاده‌های اشباح برای نظارت میومد و برای این آزمون میکا ورلت خودش رو رسونده بود. دارن پس از گذشتن ۲۰ دقیقه در حالیکه چیزی تا مرگش نمودنده بود موفق از تالار خارج شد. آن شب موقع استراحت دارن برای خوردن شام به تالار کولدن لورت رفته بود که دوست خودش هارکات مولدز رو دید. هارکات می‌گفت اشباح سر موفقیت و شکست تو شرط بندی می‌کردند. قبل آزمون شرط بندی‌ها علیه تو بود اما الان اکثراً به نفع تو هستش. خبر خوب این بود که توی یکی دو روز آینده جشنواره نامردگان برگزار می‌شد. این جشن وقتی برگزار می‌شد که تمام اشباح به کوهستان می‌رسیدند و در آن سه شب جشن برگزار می‌شد که همه کارهای رسمی در این سه روز تعطیل می‌شد. دارن به همراه وینز برای برداشتن دومین قرعه به تالار شاهزاده‌ها رفت. قرعه دارن راه سوزنی بود. وینز می‌گفت این مرحله راحتتر از مرحله قبلی است. بزرگترین شبح کوهستان پاریس اسکیل از دارن عذر خواهی کرد و گفت که متأسفانه بخاطر مسئله ارباب شبح واره‌ها در این آزمون نمی‌توانیم هیچ‌کدام برای دیدن نبرد تو بیاییم. در این مرحله دارن باید از یک راه باریک پر از استالاکتیت و استالاگمیت‌هایی عبور می‌کرد که بسیار تیز بودند و به راحتی از جاشون فرود می اومدند. دارن ابتدا فکر می‌کرد کار راحتیه اما در تمرینات متوجه شد که اصلاً هم راحت نیست. خوبی این مرحله این بود که زمان اصلاً مهم نبود و دارن میتونست هر چقدر که می‌خواست طولش بده. در نهایت دارن با زخم‌های فراوان و چند بار گذشتن از خطر مرگ مسیری رو که تمام اشباح در کمتر از ۴۰ دقیقه طی می‌کردند رو در یک ساعت و نیم طی کرد و موفق شد. با آمدن آخرین شبح جشنواره نامردگان برگزار میشه و طبق اون هر کار رسمی از جمله امتحان‌های دارن برای سه روز لغو میشه و دارن میبینه که تمام اشباح از خود بی‌خود شدند حتی لارتن. اما دارن بخاطر سوزشهایی که از جای زخم‌هایش مونده خیلی نمیتونست شاد باشه. در همین زمان خبر میرسه که کوردا اسمالت و آرا سیلز قراره روی تخته‌های تعادل با هم مبارزه کنند و نتیجه غیرمنتظره یعنی برد کوردا رقم میخوره. بالاخره بعد از این سه روز نوبت امتحان بعدی دارن میشه و صدای نا امیدی همه در میاد. در این امتحان دارن باید در یک اتاقک که از همه طرف آتش بیرون میزنه ۱۵ دقیقه مقاومت کنه. وینز به دارن می‌گفت که این سختترین امتحانیه که ممکن بود برای تو پیش بیاد. ناظر این بازی ارو بود. دارن به بدترین شکل ممکن میسوزه ولی زنده بیرون میاد. دارن در حالت کماست ولی هیچ راهی برای تعویق امتحانا نیست و دارن هم اصلاً نمیتونه روی پاش بایسته چه برسه به امتحان دادن. بالاخره کوردا با یک راه حل میاد و به دارن میگه که باید چند دقیقه روی پاهات بایستی. وینز دارن رو به تالار شاهزاده‌ها میبره و آزمون بعدیش مشخص میشه. در این آزمون دارن باید در یک میدون با دو گراز که توسط خون شبح واره دیوانه شدند بجنگه. دارن امتحان رو میپذیره ولی پاریس اسکیل با عذخواهی از دارن میگه مه هیچ کدوم از ما سه نفر نمیتونند به عنوان ناظر بیاند. کوردا عصبانی میشه و میگه مه قبلاً هم در یکی از آزمون‌ها شما نیامدید و دیگر برای دوم امکان رعایت نکردن قانون نیست و به همین دلیل پاریس میگه که پس سه روز مسابقه رو عقب می‌اندازیم. همه خوشحال از این نقشه بیرون میاند. وینز به دارن میگه که در این مبارزه تو به هیچ تمرینی نیاز نداری و بهتره تمام این سه روز رو استراحت کنی. لارتن هم میگه که اگر حالت بد نبود مطمئنم یک دستی پیروز می‌شدی. سر آخر روز مبارزه فرا میرسه ولی دارن هنوز به هیچ عنوان وضعیت مناسبی پیدا نکرده. در جایگاه تماشاگران میکا برای نظارت نشسته و سایر اشباح هم آماده تماشای مسابقه هستند. دارن موفق به کشتن یکی از گرازها میشه ولی بعد جسد گراز روی دارن میوفته و دارن گیر میکنه. گراز دوم بالای سر دارن میاد و دارن هم آماده مرگ میشه اما به یک باره از جایگاه تماشاگران هارکات مولدز پایین میپره و گراز دوم رو میکشه. همه که از این اتفاق جا خورده بودند شروع می‌کنند با هم شعار تقلب تقلب سر می‌دهند. در حالت عادی مجازات این اتفاق برای هر دونفر مرگ هست ولی هارکات یک شبح نیست و از قوانین اشباح خبر نداشت.

## نکته
جی‌کی‌رولینگ خواندن این کتاب را برای هری پاتر دوستان توصیه کرده‌است.(به عکس جلد نسخه آمریکایی دقت کنید)